# مقاطعة إزرنية
مقاطعة إزِرنِية أو (نقحرة: إزيرنيا) (بالإيطالية: provincia di Isernia)‏ هي مقاطعة في إقليم مليزة في إيطاليا. مدينة إزرنية هي عاصمة المقاطعة، ورئيس المقاطعة هو ألفريدو ريتشي. تبلغ مساحة مقاطعة إزِرنِية 1,535.24 كلم مربع، ويبلغ تعداد سكانها 86,405 نسمة وفقًا لإحصائيات عام 2016. تحوي المدينة 52 بلدية في المقاطعة.

## التاريخ
عُرفت إزِرنِية باسم سامنيتي إزِرنِية قبل أن تخضع لحكم الرومان في العام 263 قبل الميلاد. منحت دوقية بينيفينتو الأراضي التي شكلت بلدة إزِرنِية إلى ألجيكو الذي حارب الرومان بجيشه البلغاري الأتراكي، فأصبحت معظم أراضي إزِرنِية تابعة لمقاطعة موليزي. خلال القرن التاسع عشر، دُمرت المنطقة عدة مرات جراء غزوات المسلمين، وشهدت زلزالًا عام 847، ما أدى إلى دمار مدينتي إزِرنِية وفينافرو. على الرغم مما حصل، أصبحت المدينة تحوي كرسيًا أسقفيًا، ومُنحت وضع مقاطعة عام 964. خلال اكتشاف أثري من عام 1979 قرب مدينة إزِرنِية، عُثر على دليل يؤكد وجود مستوطنة يعود تاريخها إلى العصر الحجري القديم، أي منذ أكثر من 736 ألف سنة.
في مقاطعة موليزي، أسس البنيديكتيون دير سان فينتشنزو إل فولتورنو في مقاطعة إزِرنِية عقب سقوط روما عام 476. عندما غزا المسلمون المنطقة، أعدموا نحو 500 إلى 900 راهبٍ، وأسروا الكثير منهم. لكن على الرغم من ذلك، ظل الدير قائمًا ووصل إلى ذروة نشاطه خلال القرنين الحادي عشر والثاني عشر. وُلد البابا سلستين الخامس قرب إزِرنِية، وعُمد في التاسع عشر من شهر مايو، وهو العيد الذي تحتفل فيه المقاطعة. ضرب زلال عام 1805 المنطقة ودمر كاتدرائية إزِرنِية، لكن أُعيد بناؤها فوق الأنقاض المدمرة عام 1837.

## الجغرافيا
تعتبر مقاطعة إزِرنِية منطقة جبلية إلى حد كبير، وتقع في منتصف إيطاليا، وهي جزء من إقليم موليزي. ينخفض ارتفاع الجبال إلى الجنوب الغربي، وتفسح التلال المحرجة الطريق أمام السهول المحيطة ببلدة فينافرو. تتموضع مقاطعة كامبوباسو في الشمال الشرقي من مقاطعة إيرزنيا، وهي أيضًا جزء من إقليم موليزي. بينما نجد مقاطعتي لاكويلا وكييتي في الشمال، وكلتاهما جزء من إقليم أبروتسو. تحدها غربًا مقاطعة فروزينوني وإقليم لاتسيو، بينما تحدها جنوبًا مقاطعة كازيرتا في إقليم كامبانيا.
هناك أربع سلاسل جبلية في المقاطعة، بينما يفتح متنزه أبروتسو الوطني الحدود مع أبروتسو. يبلغ ارتفاع السلاسل الجبلية ذروته في مونتي ماري، ويصل إلى 2020 مترًا. أما الأنهار الرئيسة في المقاطعة، فهي نهر فولتورنو الذي يتدفق ليصب في البحر التيراني ونهر ترينيو الذي يصب في البحر الأدرياتيكي. هناك بحيرة كاستيل سان فينتشينزو، وهي بحيرة صنعية وخزان بُنيت لتوليد الطاقة الكهرمائية.
يرتكز اقتصاد المقاطعة على الزراعة التقليدية. معظم الأراضي صغيرة وتنتج العنب والحبوب والزيتون والخضار والفواكه ومنتجات الألبان. من المنتجات التقليدية التي تنمو في المقاطعة نجد الجلبان المزروع والفارو الذي يُصنع من نوع خاص من القمح. يُزرع عنب التنتيليا لإنتاج النبيذ الأحمر في المنطقة، ويُعرف باسم نبيذ «تنتيليا ديل موليزي».

## وصلات خارجية
- الموقع الرسمي (بالإيطالية)

|